# Bank Spółdzielczy w Pilźnie
Bank Spółdzielczy w Pilźnie – bank spółdzielczy z siedzibą w Pilźnie, powiecie dębickim, województwie podkarpackim, w Polsce. Bank zrzeszony jest w Grupie Banku Polskiej Spółdzielczości S.A..

## Historia
Tradycja Banku Spółdzielczego w Pilźnie wywodzi się od dwóch instytucji - zarejestrowanego 31 grudnia 1877 Stowarzyszenia Oszczędności i Pożyczek w Pilźnie oraz powstałej w 1905 Spółki Oszczędności i Pożyczek w Pilźnie, które w późniejszym okresie połączyły się pod nazwą Bank Spółdzielczy im. dr Franciszka Stefczyka w Pilźnie.

## Władze
W skład zarządu banku wchodzą:
- prezes zarządu
- 2 członków zarządu.

Czynności nadzoru banku sprawuje 9-osobowa rada nadzorcza.

## Placówki
- centrala w Pilźnie, ul. Grodzka 2
- oddział w Szerzynach